# Quilmes Atlético Club
El Quilmes Atlético Club és un club de futbol argentí de la ciutat de Quilmes.
El club va ser fundat el 27 de novembre de 1887 per J. T. Stevenson amb el nom de Quilmes Rovers Club, i una plantilla formada íntegrament per immigrants britànics. El 1900 adoptà el nom Quilmes Athletic Club. Durant l'època amateur fou campió argentí l'any 1912. A l'època professional es proclamà campió del campionat Metropolitano el 1978. Són els majors èxits en la història del club.
Quilmes començà a construir l'actual estadi el 1987, essent inaugurat el 1995. Fou ampliat el 1998. El vell estadi dels carrers Guido i Sarmiento fou demolit.

## Palmarès
- Lliga argentina de futbol (2): 
  - 1912, Metropolitano 1978
- Primera B Nacional (5): 
  - 1949, 1961, 1975, 1986–87, 1990–91

## Jugadors destacats
| - Luis Andreucci (1978~1985) - Daniel Bertoni (1971~1972) - Horacio Bianchini (1978~1981) - Rodrigo Braña (1997~1998, 2002~2004) - Jorge Brown (1912~1914) - Jorge Campos (2003~2004) - Leonardo Colombo (1990~1999) - Daniel Delfino (1991) - Pedro Dellacha (1946~1951) - Alejandro Domínguez (2000~2001) - Alberto Fanesi (1978~1980) - Miguel Filardo (1976~1979) - Ubaldo Fillol (1966~1971) - Timoteo Gaño (1970s) - Jorge Gáspari (1976~1982) - Indio Gómez (1974~1978) - Esteban González (1996~1997) - Alfredo Grelak (1987~1994) - Hugo Lacava Schell (1981) - Oscar Más (1979~1981) - Humberto Maschio (1953) | - Rodrigo Meléndez (2003-2004) - Horacio Milozzi (1976~1983) - Bernabé Palacios (1976~1980) - Adolfo Palminteri (1964~1966) - Edgardo Paruzzo (1976~1979) - Alvaro Pereira (2005~2007) - Héctor Rando (1976~1978) - Carlos Raschia (1976~1978) - Heriberto Recavarren (1976~1980) - Alberto Rodríguez (1987~1995) - Marcelo Rufini (1989~1991) - Horacio Salinas (1976~1980) - José Santiago (1946~1953) - Hugo Tocalli (1975, 1978~1983) - Juan Carlos Touriño (1966-1970, 1977) - Ricardo Villa (1970~1974) - Nelson Vivas (1990~1994, 2004~2005) - José Yudica (1967) - Guillermo Zárate (1978~1983) - Ángel Tulio Zof (1950s) |

## Altres esports
El club té instal·lacions per a altres esports com tennis, basquetbol, voleibol, i el més destacat, hoquei sobre herba. El camp d'hoquei s'anomena Estadio Nacional de Hockey amb 6.000 places. L'equip d'hoquei, tant masculí com femení, ha estat campió argentí diversos cops.